# Meu Nome É Gal
Meu Nome é Gal é um filme brasileiro de drama que conta sobre a fase de vida da cantora brasileira Gal Costa, quando com 20 anos vai para o Rio de Janeiro, onde inicia sua vida de artista.

## Enredo
Maria da Graça Costa Penna Burgos é uma moça de apenas 20 anos que resolve deixar a Bahia rumo à cidade de Rio de Janeiro, por coincidência encontra seus amigos conterrâneos artistas Caetano Veloso, Maria Bethânia, Gilberto Gil e Dedé Gadelha, que dão auxílio para se tornar uma cantora da música popular brasileira. Muito tímida, acaba tendo dificuldades em se soltar, mas com ajuda maior de dois dos amigos vence a timidez e juntos fundam o movimento musical conhecido como Tropicália; porém, dois de seus amigos faz algo que desagrada a ditadura militar brasileira e são exilados. Por conta disso, a jovem artista Gal Costa entra em depressão, até que supera o ocorrido se tornando uma das maiores cantoras de música popular brasileira.

## Produção
Com a morte de Gal Costa em 2022, o filme teve que ser ampliado, abrangendo também a reação das pessoas que, de alguma forma, tinham alguma relação com a cantora como seu filho Gabriel, por exemplo, que, segundo a direção do filme, ganhará algum destaque. O apogeu seria a representação do lançamento do disco ao vivo Fa-tal — Gal a Todo Vapor, mas teve que ser mudado, devido ao falecimento da artista.

## Elenco
- Sophie Charlotte (Gal Costa)
- Rodrigo Lelis (Caetano Veloso)
- Dan Ferreira (Gilberto Gil)
- Dandara Ferreira (Maria Bethânia)
- Chica Carelli (Mariah)
- Camila Márdila (Dedé Gadelha)
- Luis Lobianco (Guilherme Araújo)
- George Sauma (Wally Salomão)
- Pedro Meirelles (Tom Zé)
- Caio Scot (Rogério Duarte)
- Barroso Eus (Jards Macalé)
- Fábio Assunção (Miranda)[1][5]

## Prêmios e indicações
| Ano  | Premiação                           | Categoria                                          | Indicado                                 | Resultado |
| ---- | ----------------------------------- | -------------------------------------------------- | ---------------------------------------- | --------- |
| 2023 | Los Angeles Brazilian Film Festival | Reconhecimento especial                            | Sophie Charlotte                         | Venceu    |
| 2023 | Los Angeles Brazilian Film Festival | Melhor Maquiagem                                   | Tayce Vale                               | Venceu    |
| 2023 | Prêmio Arcanjo de Cultura           | Cinema                                             | Dandara Ferreira e Lô Politi             | Venceu    |
| 2023 | Splash Awards                       | Melhor Atuação em Filme Nacional                   | Sophie Charlotte                         | Venceu    |
| 2023 | Splash Awards                       | Melhor Filme Nacional                              | Dandara Ferreira e Lô Politi             | Indicado  |
| 2023 | Prêmio Área VIP                     | Melhor Produção Cultural                           | Dandara Ferreira e Lô Politi             | Indicado  |
| 2024 | Festival Sesc Melhores Filmes       | Melhor Filme Nacional                              | Dandara Ferreira e Lô Politi             | Indicado  |
| 2024 | Festival Sesc Melhores Filmes       | Melhor Atriz Nacional                              | Sophie Charlotte                         | Indicada  |
| 2024 | Festival Sesc Melhores Filmes       | Melhor Ator Nacional                               | Rodrigo Lelis                            | Indicado  |
| 2024 | Festival Sesc Melhores Filmes       | Melhor Direção Nacional                            | Dandara Ferreira e Lô Politi             | Indicado  |
| 2024 | Festival Sesc Melhores Filmes       | Melhor Roteiro                                     | Lô Politi, Maíra Buhler e Mirna Nogueira | Indicado  |
| 2024 | Festival Sesc Melhores Filmes       | Melhor Direção de Arte                             | Thales Junqueira e Juliana Lobo          | Venceu    |
| 2024 | Festival Sesc Melhores Filmes       | Melhor Fotografia                                  | Pedro Sotero                             | Indicado  |
| 2024 | Prêmio ABC de Cinematografia        | Melhor Direção de Fotografia Longa-Metragem Ficção | Pedro Sotero                             | Indicado  |
| 2024 | Brazilian Film Festival of Miami    | Prêmio Especial do Júri                            | Sophie Charlotte                         | Venceu    |
| 2024 | Brazilian Film Festival of Miami    | Melhor Ator                                        | Rodrigo Lelis                            | Indicado  |
| 2024 | Brazilian Film Festival of Miami    | Melhor Filme                                       | Dandara Ferreira e Lô Politi             | Indicado  |
| 2024 | Brazilian Film Festival of Miami    | Melhor Roteiro                                     | Lô Politi, Maíra Buhler e Mirna Nogueira | Indicado  |
| 2024 | Brazilian Film Festival of Miami    | Melhor Fotografia                                  | Pedro Sotero                             | Indicado  |
| 2024 | Brazilian Film Festival of Miami    | Melhor Filme do Público                            | Dandara Ferreira e Lô Politi             | Indicado  |